# Uqba ibn al-Hayyach al-Saluli

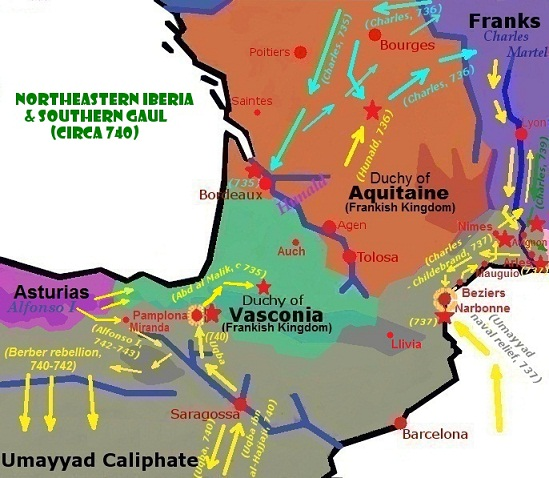
Campañas de los musulmanes por el norte de Hispania y en la Galia..

‘Uqba ibn al-Ḥaŷŷāŷ al-Salūlī o Uqba ibn al-Hajjaj (m. 741) (en árabe, عقبة بن الحجاج السلولي), fue el decimosexto valí de Al-Ándalus (734-741), nombrado por Ubayd Al-lah ibn al-Habhab.
Musulmán recto y piadoso, fue designado valí por el gobernador de Egipto e Ifriqiya, Ubayd Al-lah ibn al-Habhab, en sustitución de Abd al-Málik ibn Qatan al-Fihri. Ordenó el fisco andalusí y consolidó la autoridad y el control sobre todo Al-Ándalus.
‘Uqba as-Salulí era enérgico y castigaba las rebeliones. Tras obtener una victoria en Asturias (735), en la primavera del año siguiente se dirigió con su ejército hacia la Frontera Superior, es decir la antigua provincia Tarraconense, y por la vía de Zaragoza en Pamplona llegó ante esta última ciudad, donde entró. Los líderes locales y los francos huyeron antes de la entrada de los árabes. Como tierra sometida por la espada, una quinta parte de las tierras de la región pasaron al tesoro público y el resto se repartió entre los musulmanes que habían tomado parte en la campaña. Se estableció una guarnición musulmana en la ciudad, para la cual se designó un gobernador o valí, con autoridad sobre toda la comarca, Pamplona permaneció en poder de los árabes hasta el 740.
Estando asediada Narbona por los francos, envió a esta ciudad un ejército que la liberó del asedio. Más adelante, en el 737, fue derrotado por Carlos Martel, en la batalla de Berre.
En el 740 se trasladó al norte de África para intentar recuperar Tánger, ocupada por los bereberes a quienes infligió grandes derrotas aunque sin vencerlos completamente.  Aprovechando que el Magreb estaba desguarnecido, Maysara al-Madgarí aglutinó a todos los bereberes consiguiendo apoderarse de Tánger. El peligro por la expansión de la sublevación fue la causa de que un ejército andalusí cruzara el Estrecho en apoyo de los árabes, pero fracasó y Uqba fue depuesto y sustituido por Abd al-Málik ben Qatan al-Muharibi, el mismo a quien él había sustituido como valí, que contaba con el apoyo de los andalusíes.
Las graves dificultades por las que atravesaba el Magreb son una de las razones de peso para el inicio del autogobierno andalusí. Pero el califa Abd al-Málik envía un ejército de sirios al norte de África que sucumbe ante los bereberes en la batalla de Bagdoura (741), en el río Sebú (cerca de la actual Fez). Aislados los restos de este ejército al mando de Balch, y ante la imposibilidad de retroceder hacia Ifriquiya, se refugian en Ceuta. Ibn Qatan no les permite refugiarse en Al-Ándalus.